# 안남윗수염박쥐
안남윗수염박쥐(Myotis annamiticus)는 애기박쥐과 윗수염박쥐속에 속하는 박쥐이다. 코모로에서만 발견된다. 2001년에 기재되었고, 베트남 북부 해안 민호아 현의 토착종이다. 퐁나케방 국립공원에서만 발견되며 보호되고 있다.